# Der Thug
Der Thug (Alternativtitel: Im Dienste der Todesgöttin) ist ein Kriminalfilm von 1916 der Stummfilmreihe Tom Shark.

## Handlung
Detektiv Tom Shark klärt die Verbrechen eines Anhängers einer indischen Sekte auf, der im Namen der Todesgöttin Menschen in den USA opfert.

## Hintergrund
Produziert wurde der Film von der Decla-Film-Gesellschaft Holz & Co. Gedreht wurde in den Studios der Eiko-Film, zusätzlich wurden Aufnahmen von Heiland, die er in Indien zu Dokumentarfilmzwecken gedreht hatte, verwendet. Er hatte eine Länge von vier Akten. Von der Zensur wurde er im August 1916 geprüft. Die Polizei Berlin belegte ihn mit einem Jugendverbot (Nr. 39636), die Polizei München erlaubte keine Ankündigung als Detektivfilm (Nr. 22079, 22080, 22081, 22082). Die Uraufführung war am 16. September 1916 oder im Oktober 1916 im Biophon-Theater.